# Louis Gabriel de La Bourdonnaye
 (mars 2012).
Si vous disposez d'ouvrages ou d'articles de référence ou si vous connaissez des sites web de qualité traitant du thème abordé ici, merci de compléter l'article en donnant les références utiles à sa vérifiabilité et en les liant à la section « Notes et références ».
Pour les articles homonymes, voir Blossac et famille de La Bourdonnaye.
Louis Gabriel de la Bourdonnaye, comte de Blossac, né le 8 février 1691 à Rennes et mort le 26 août 1729 dans cette même ville, est un homme politique et aristocrate français.

## Biographie
Fils de Jacques Renaud de la Bourdonnaye (1660-1724) et de Louise Claude Le Gonidec de Penlan (1668-1723). Il est commissaire des requêtes au Parlement de Bretagne en 1713, dont il devient Président à mortier en 1722, succédant alors à son père dans cette charge ; cet office est vendu 150 000 livres après son décès.
En 1720, à la suite de l'incendie de Rennes, il est déchargé de la capitation et il se rend acquéreur d'une parcelle incendiée.
En 1722, il fonde un lit à l'hôpital de la ville de Hédé près de Rennes, pour ses vassaux de Bazouges et Saint-Symphorien.
En 1727, il achète à Rennes l'ancien Hôtel de Brie dont les communs ont brûlé lors de l'incendie de 1720, où il fait édifier en 1728 un nouvel hôtel particulier dénommé depuis hôtel de Blossac. Il possède une entrée rythmée par des colonnes de marbre rouge, un escalier d'honneur avec rampe en fer forgé et une statue de la justice.

## Mariage et descendance
Il épouse à Rennes le 7 février 1713 Françoise Charlotte Ferret du Tymeur (1692-1758) dont il aura six enfants :
- Paul Esprit Marie de la Bourdonnaye de Blossac (1716-1800)
- Françoise Marie Agathe de la Bourdonnaye de Blossac (1719-1741)
- Marie Gabrielle de la Bourdonnaye de Blossac
- Louis Jacques de la Bourdonnaye de Blossac (1724-1783)
- Anne Marie Charles de la Bourdonnaye de Blossac (1726-1758)
- Jeanne de la Bourdonnaye de Blossac